# Zonitoides limatulus
Zonitoides limatulus är en snäckart som först beskrevs av A. Binney 1840.  Zonitoides limatulus ingår i släktet Zonitoides och familjen Zonitidae. Inga underarter finns listade i Catalogue of Life.